# Jean Scherrer
Pour les articles homonymes, voir Scherrer.
Jean Scherrer, né le 30 juin 1917 à Chișinău (Bessarabie, alors dans l'Empire russe) et mort le 7 août 2007 à Paris, est un médecin et physiologiste français, directeur d'un Centre de recherche de l'Association Claude Bernard, AP-HP, directeur d'une unité à l'INSERM.

## Biographie
Jean Scherrer est issu d'une famille alsacienne de Soultzmatt, partie s'établir en Bessarabie, alors province de l'Empire russe, rattachée par la suite à la Moldavie, pour exploiter un vaste domaine viticole. C'est dans la capitale de cette province, Chișinău, qu'il naît en 1917. En 1934, il commence ses études de médecine à Paris. Il est externe des Hôpitaux de Paris (concours 1936-37), mobilisé en septembre 1939 comme médecin auxiliaire, démobilisé en octobre 1940, interne des Hôpitaux de Paris en 1942.
Engagé volontaire en novembre 1944, comme médecin lieutenant dans le groupe du colonel Fabien, sa brigade devient le 151e régiment d'infanterie dans l'armée de De Lattre de Tassigny, engagée dans la campagne d'Alsace pendant l'hiver 1944-45. Jean Scherrer reçoit la Croix de guerre et la médaille de la Résistance.
Après la Guerre, il termine son internat et devient assistant des Hôpitaux de Paris de 1947 à 1951. Il s'engage dans la recherche en neurophysiologie, se formant à l'institut Marey  sous la direction d'Alfred Fessardet contribue en France au développement de la pratique clinique de l'électromyographie. Sa carrière d'enseignant commence en 1952, date à laquelle il est nommé professeur de physiologie à la faculté de médecine d'Amiens. Il rejoint ensuite, en 1961 celle de Paris puis en 1966 celle de la Pitié-Salpêtrière (à sa création) où il enseignera jusqu'à la fin de sa vie. Il fonde successivement : en 1958, un centre de recherche de l'Association Claude Bernard; en 1960, l'une des toutes premières unités de recherche de l'INSERM, l'U3, spécialisée en neurophysiologie, qu'il dirigera jusqu'en 1984; et de 1969 à 1985, un service central de neurophysiologie clinique dans l'hôpital Pitié-Salpêtrière.
Jean Scherrer s'intéresse par ailleurs au travail musculaire et ses limites. Parallèlement à ses fonctions hospitalo-universitaires et de recherche à l'INSERM, il devient en 1953 professeur de physiologie du travail au Conservatoire des Arts et Métiers (CNAM). En 1963, il succède à Camille Soula à la direction du laboratoire de physiologie du travail et ergonomie du CNAM, jusqu'à la nomination de son successeur Alain Wisner.
Il a été secrétaire général de l'International Union of Physiological Sciences (IUPS) de 1980 à 1986.

## Travaux
Outre l’impulsion donnée à la neurophysiologie en créant et en dirigeant l’unité INSERM U3, Jean Scherrer a mis au point avec Jean Calvet un procédé novateur d’extraction d’un signal électrophysiologique du bruit de fond, par une technique d’intégration lumineuse. Ce procédé, qui représente la première technique de  moyennage en neurophysiologie, est notamment à l’origine de l’étude des potentiels de nerfs sensitifs et des potentiels évoqués en 1952 chez l’animal, en 1956 chez l'homme. Son utilisation en électromyographie a permis à Jean Scherrer de préciser le mécanisme physiopathologique de la myasthénie, en montrant l’effondrement du potentiel d’action musculaire alors que le potentiel d’action nerveux est conservé, ce qui démontre l’existence d’un défaut de transmission neuromusculaire.
Par ailleurs, suivant les idées de son maître Camille Soula, Jean Scherrer a exploré la dimension sociale et humaine de la physiologie. Son objectif est de domestiquer le travail, c’est-à-dire de l’adapter à l’homme, au lieu d’adapter l'homme au travail. L’idée répond à une notion large du bien qu'il est possible d'apporter à l'homme, en agissant notamment sur les milieux du travail.
Les recherches de Jean Scherrer sur la capacité de travail musculaire et la prévention de la fatigue l’ont conduit à introduire les notions de « seuil d’épuisement », de « puissance critique ». Parallèlement, à la suite d'un stage de recherche effectué en 1948-49 chez Warren McCulloch à Chicago, il introduit la cybernétique en France.

## Publications

### Livres
- Physiologie du travail : ergonomie, Masson, 1re édition 1967
  - Vol. 1. Travail physique, énergétique
  - Vol. 2. Ambiances physiques, travail psycho-sensoriel
- Précis de physiologie du travail : notions d’ergonomie, Masson, 2e édition 1981
- Précis de médecine du travail (avec Henri Desoille et René Truhaut), Masson, 1975, 1978, 1980, 1984, 1987, 1991
- La Fatigue, PUF, 1989

### Articles (sélection)
- La cybernétique compare les hommes et les robots. Science et vie, 1950, n°397, p. 207-213.
- La notion de travail limite du muscle et le seuil de fatigue (avec Samson M. et Paléontologue A.). C. R. Soc. Biol., 1953, 147, p. 1993-1996.
- La réponse corticale visuelle de l'homme étudiée par une méthode d'intégration (avec Calvet J.). C. R. Soc. Biol., 1956, 150, p. 1348-1351.
- Enregistrement simultané de la réponse électrique du nerf et du muscle dans la myasthénie (avec Alajouanine Th. et Bourguignon A.). Rev. Neurol., 1959, 100, p. 238-241.
- Physiologie de la musculature striée squelettique chez l'homme. In Kayser Ch. (éd.) : Traité de Physiologie, Livre 2. Système nerveux. Muscle. Paris, Flammarion, 1963, p. 1325-1365.
- Electromyography. In Vinken P.J. et Bruyn G.W. (éds.) : Handbook of clinical Neurology, Vol. 1. Amsterdam, North-Holland Publishing Company, 1969, chap. 19, p. 631-649.